# Semily (distrito)
Semily é um distrito da República Checa na região de Liberec, com uma área de 699 km² com uma população de 75 355 habitantes (2002) e com uma densidade populacional de 108 hab/km².